# 新世界發展
新世界發展有限公司（英文：New World Development），簡稱新世界集團（港交所：00017），於1970年由鄭裕彤博士聯同冼為堅、楊志雲等香港商界人士創立，1972年在香港聯合交易所上市，現為香港主要地產商之一。集團核心業務涵蓋地產發展、酒店經營、基建服務、醫療健康及零售等多元領域，旗下曾擁有周大福珠寶（港交所：192）、K11藝術購物館、新創建集團（港交所：0659）等企業。
新世界集團於2023年完成出售周大福珠寶控股權予鄭氏家族，交易金額達數十億美元，此舉旨在精簡集團架構。集團現主要透過新世界百貨（港交所：0825）及K11品牌維持零售業務。根據2023年年度報告，集團資產總值4,702億港元，中國內地投資額逾165億美元，業務覆蓋23個省級行政區，重點發展粵港澳大灣區項目如廣州周大福金融中心（「廣州東塔」）集團於中國內地的現時投資逾165億美元，遍佈4個直轄市及19個省份。。

## 歷史[4]

### 1970至1980年代
- 1970年5月， 新世界發展有限公司正式成立，涉足物業發展業務。何善衡博士出任董事會主席，鄭裕彤博士則獲委任為董事兼總經理。周大福企業有限公司為公司的最大股東。
- 1972年10月， 新世界發展在香港聯交所上市（香港股份代號：00017），集資逾1.93億港元。
- 1986年10月21日，英女皇伊利莎伯二世到香港主持香港會議展覽中心奠基儀式。

### 1990年代
- 1992年2月，新世界發展（中國）正式成立。
- 1995年10月，新世界基建有限公司（「新世界基建」）（香港股份代號：00301）成立，是新世界發展於中港兩地基建項目的旗艦，十月在香港聯交所上市。
- 1997年4月，新世界創建有限公司（「新世界創建」）正式成立，為集團內所有與服務相關業務之旗艦。
- 1998年9月，新世界第一巴士取代中華巴士提供香港島巴士服務。
- 1999年7月，新世界中國地產有限公司（「新世界中國」）（香港股份代號：00917）正式成立，為新世界發展的中國物業發展旗艦，並於七月在香港聯交所上市。

### 2000年代
- 2000年9月，新世界創建收購新世界保險服務有限公司，同年上半年，新世界第一渡輪取代香港小輪提供海上運輸業務。
- 2001年9月，新世界創建全面收購鶴記營造有限公司。
- 2002年10月，新世界集團宣布重組計劃，新創建集團有限公司（前稱太平洋港口有限公司）向新世界發展有限公司收購新世界創建有限公司，並向新世界基建有限公司收購傳統基建項目資產。
- 2003年1月，新世界集團重組完成。新創建集團有限公司易名後，成為集團之服務業旗艦，於香港、澳門和中國內地從事服務、基建及港口業務，同年6月，新創建收購城巴，使香港島巴士服務歸一。
- 2003年2月，以新公司名稱「新創建集團有限公司」（香港股份代號：00659）名義發行的合併股份開始在香港聯合交易所有限公司進行買賣。
- 2005年5月，新世界集團聯同上海實業集團投資300萬美元，入股本港大型ODM/OEM電聲消費產品製造服務供應商成謙聲匯控股有限公司。
- 2007年7月，新世界百貨中國有限公司（香港股份代號：00825） 於香港聯交所上市。
- 2008年5月，新世界集團聯同集團董事總經理鄭家純博士以家族名義捐款逾人民幣5,000萬元，並向前線救援部隊捐獻總值人民幣1,500萬元，合共300套無線視頻通訊設備，協助救援工作。新世界中國地產則組織各地區所有同事捐血捐款，並籌集應急物資及藥品運往災區。而新世界集團旗下其他公司亦積極回應是次救災活動，以多種形式鼓勵員工身體力行，支持四川地震救援工作。
- 2009年10月，在中國內地32家主流媒體聯合舉辦「大國印記：1949-2009中國60大地標」評選中，香港會議展覽中心暨金紫荊廣場獲選為「中國60大地標」。

### 2010年代
- 2010年10月7日新世界發展以18.65億港元，購入集團董事會主席鄭裕彤姪兒鄭錦超和孫兒鄭志謙購入持有北角繼園里重建項目柏蔚山的興益服務有限公司40%股份，樓面呎價達8180元，興益餘下60%，分別FordCheerEnterpriseLtd，及順達投資有限公司各持有40%及20%股份，其中Ford為新世界主要股東周大福的聯繫人。而順達投資由楊世杭持有60%權益，其餘權益由兩間海外註冊公司持有。
- 2010年12月，新創建集團持有40.8%權益的廣州市東新高速公路於12月31日正式開通。
- 2011年8月，新世界集團宣佈全力贊助由香港業餘游泳總會舉辦，闊別香港33年的體育盛事－「維港渡海泳」[5]。同年噴射飛航收購新渡輪澳門業務。
- 2011年12月，新世界百貨於綿陽市開設第一家百貨店—綿陽新世界百貨。
- 2013年12月，新創建集團收購北京首都國際機場股份成為其第二大股東。
- 2015年4月30日，新世界發展與阿布扎比投資局的全資附屬公司HIP Company Limited成立一家合營公司，並將其持有的香港君悅酒店、灣仔萬麗海景酒店；以及尖沙咀凱悅酒店的全部權益注入合營，涉及轉讓股權的總代價185億元，其中約100.82億元港元將由新世界發展收取。[6]
- 2015年11月20日新世界發展斥資36.19億元，向母公司周大福企業，收購合資公司Beames的36%股份，公司的資產包括香港君悅50%、北京瑰麗49.2%、胡志明市萬麗72%及信德中心45%，、香港萬麗海景酒店50%、香港尖沙咀凱悅酒店50%、胡志明市新世界酒店67.5%、馬尼拉新世界酒店49%、共8個物業的若干股權，收購完成後，連同原本持有的64%股權，Beames將成為新世界發展的全資附屬公司。
- 2016年4月 愉景新城基座商場D·PARK愉景新城全面革新，以「全球首個多元智能兒童購物樂園」為商場主題
- 2016年6月 新世界發展連續兩年獲頒「亞洲最理想工作公司大獎」
- 2016年7月 新世界集團貫徹品牌個性 The Artisanal Movement「溱柏」、「The Austin」及「Eight Kwai Fong」奪得「2016年度優質建築大獎」
- 2016年8月 新世界發展與周大福企業 以人民幣4,207.2百萬元奪得深圳前海優質土地 銳意打造集團於前海第二個商業項目
- 2016年9月 新世界發展於亞洲最佳培訓及發展獎及 第30屆ARC Awards中成為大贏家
- 2016年10月「新世界維港泳2016」參賽人數再創新高 雲集2,734名國際、本地及里約奧運泳手
- 2016年10月 新世界集團貫徹品牌工匠精神 貼心打造獨特體驗 榮獲全球首個國際級WELL建築金級預認證殊榮
- 2016年10月 新世界集團發揮「The Artisanal Movement」精神 囊括「人力資源年度大獎」及另外十一項殊榮
- 2016年11月 新世界發展連續兩年獲納入恒生可持續發展企業指數成份股
- 2017年2月16日 新世界發展以77.9438億元，每平方呎樓面地價7808元，奪得長沙灣瓊林街商貿地，瓊林街地皮鄰近荔枝角港鐵站，地盤面積83184平方呎，可建樓面998210平方呎。
- 2017年5月10日 新世界發展以40.3億元，每平方呎樓面地價7478元，奪得長沙灣長順街商貿地，長順街地皮鄰近長沙灣警署，地盤面積44897平方呎，可建樓面538760平方呎，地契要求發展商須興建6,900平方呎的社區設施以及85個泊位的公眾停車場。
- 2017年8月16日 新世界發展以29.6748億元，每方呎樓面地價7996元，奪得長沙灣永康街、汝州西街與永明街交界商業用地，地盤面積30924.71平方呎，可建樓面37.11萬平方呎，包括將由買方興建的垃圾收集站的政府地方的樓面面積。
- 2018年5月2日，新世界發展投得航天城（A2及A3地段）商業項目設計、建設、融資及管理合約，總建築樓面面積約377萬平方呎，當中餐飲零售佔逾210萬平方呎，體驗式娛樂設施及辦公樓面各佔57萬平方呎，其餘為公共設施及停車場，工程將於2023至2027年分階段落成，整個項目總投資額將達200億港元，竣工後機管局將向新世界發展批出長期租約，年期至2066年9月17日，新世界發展將支付保證租金或收入租金，相當於商業發展項目總收益20%，可隨後調整至30%。，
- 2018年11月7日，地政總署公布會德豐地產、新世界發展、恒基地產及帝國集團合組的財團Voyage Mile Limited以83.33億港元奪得啟德首幅跑道區住宅地，即啟德第4B區3號地盤的新九龍內地段第6574號的用地，地盤面積約為104475平方呎，最高樓面面積為574,615平方呎，平均樓面呎價14500元

- 2018年11月28日，新世界發展以47.8億元（人民幣．下同，約53.9億港元），向廣州地鐵收購廣州漢溪長隆站上蓋綜合商住項目65%權益，該項目總用地面積為70,936平方米，可建設用地面積為58,027平方米，將包含總建築面積290,135平方米作銷售及投資用途之綜合商住項目。

- 2018年12月28日，香港政府公布，經過公開招標程序後，将啟德體育園區的設計、興建及營運合約將批予由新世界發展和新創建集團成立的Kai Tak Sports Park Ltd，合約為期25年，政府會負責299.93億元的建築費用，而Kai Tak Sports Park Ltd在營運期內，將負責所有營運開支，並須向政府支付扣除開支前營運總額的3%及17億2,400萬元。體育園工程將於明年首季動工，預計於2023年完成。

- 2019年7月26日，新世界發展以40.1億元（人民幣‧下同）向母公司周大福企業收購位於浙江省寧波市中心商務區三江口的寧波新世界廣場項目餘下51%權益

- 2019年7月30日，新世界發展以97.9億元人民幣(折合約111.27億港元)，樓面價24860元/平方米，投得杭州市上城區望江新城地塊，該地塊佔地面積約93,364平方米，最高總樓面面積約453,886.1平方米，包括地面以上的總樓面面積約393,886.1平方米及地面以下的總樓面面積約60,000平方米。

### 2020年代至今
- 2020年2月，新世界發展以30億港元向港鐵公司出售德福廣場二期的50%收益權及PopCorn 2的21%收益權。[7]同年4月27日，宣布股份每4股合併為1股，按當日收市價9.02元計，合股後將倍大至逾36元，入場費則增至約3.6萬元。集團表示希望能擴大機構及專業投資者的吸引力。若表決獲得通過，股份合併將於6月23日生效。[8]
- 2020年10月8日，新世界發展宣佈為擁有68年歷史的前皇都戲院部分啟動保育計劃。[9]新世界與中外精英團隊合作，並特別成立顧問委員會吸納保育專家、學者及演藝名家的意見[10]，致力復修該一級歷史建築，保留和重塑戲院古蹟的歷史面貌。[11]
- 2020年10月，新世界發展推售「柏傲莊 I THE PAVILIA FARM I」，10月15日首輪截收2.27萬登記[12]，成爲自1997年後認購登記量最多的新盤。[13]
- 2020年10月16日，新世界宣佈斥資逾100億元在深圳太子灣發展大型一站式綜合項目[14]，項目坐落於南山蛇口全新建造的郵輪碼頭旁，發展總樓面面積達390萬平方呎。[15]
- 2020年11月23日，新世界發展位於香港國際機場航天城項目正式命名為「11 SKIES」。[16][17]
- 2021年6月19日，新世界推售「柏傲莊III THE PAVILIA FARM III」收逾3.05萬票[18]，打破香港開埠以來認購登記量最多的新盤紀錄。[19]
- 2022年3月，新世界發展創全港首個大型捐贈配對平台「Share for Good愛互送」[20]，促使捐助者和受助人能迅速配對，讓抗疫物資配送過程更加精準及高效。[21]
- 2022年3月13日，新世界發展宣佈決定無償提供香港會議展覽中心（會展中心）二期總面積逾 50 萬平方呎的空間予政府作抗疫倉儲物流中心之用。[22][23]
- 2022年4月，「Share for Good愛互送」首階段推出僅一個月已籌得逾4,000萬元善款及物資[24]，惠及全港超過10萬基層家庭。[25]
- 2022年7月1日，香港高爾夫球及網球學院與西班牙拿度網球學校合作[26]，於西貢大涌口開設亞洲首個拿度網球中心[27]，培養本地新一代網球人才。
- 2023年7月，新世界宣佈聯乘四大跨界企業攜手建設全港首個過渡性房屋「智慧社區」，期望解決基層住屋需要，並協助他們向上流動。[28][29]
- 2024年2月，新世界宣佈與和電香港達成戰略合作[30]，和電香港SUPREME客戶可享New World CLUB會籍，及預約K11 MUSEA私人會所Gentry Club等獨家禮遇。[31]此次合作亦為新世界顧客提供創新的5G方案。[32]
- 2024年5月7日，新世界與招商蛇口簽訂《北部都會區粉嶺北項目合作協議》[33]，計劃聯手發展粉嶺北新發展區目前最大型的商住項目[34]，佔地約15萬平方呎。[35]
- 2024年5月10日，集團亦與深業集團簽署戰略合作協議。[36]雙方將成立聯合工作小組，共同研究及開發北部都會區內的創科及其他房地產項目。[37]
- 2024年7月，新世界推售與遠東合作的啟德柏蔚森I，累收逾5,150票，超額認購逾25倍， 是啟德跑道區首輪超額認購最高的住宅項目。[38]
- 2024年11月22日，恒生指數有限公司公佈季度檢視結果，新世界發展自2003年沙士疫情以來第二次剔出恆指成分股，其地位被快手及新東方教育取代[39]。
- 2024年11月28日新世界公布，以4.167億元代價出售啟德體育園75%股權及相關貸款予母企周大福集團（周企）[40]。
- 2025年2月，新世界發出盈利警告，預計2025財政年度上半年淨虧損高達8.75億美元（68億元港元），去年同期淨利為 6,457萬美元（5億港元）[41][42]。
- 2025年5月30日，香港股市收市之後，新世界發展突然宣布決定延遲4筆未償還的永續債派息，涉及金額達到31.88億元美元（約248.66億港元）[43][44]。

## 主要發展項目

### 主要香港銷售物業[45]
| - 柏傲莊 - 傲瀧 - 柏蔚森 | - 瑧頤 - 迎海．星灣 | - 柏傲灣 - 尚悅 |

### 主要香港租賃物業[52]
| - 瓊林街83號 - Artisan Hub - 循道衛理大廈 - 溱柏 - 11 SKIES - K11購物藝術館 - 香港會議展覽中心 - 會展廣場商場 | - 南商金融創新中心 - 新世界大廈 - 萬年大廈 - 傲瀧 - K11 MUSEA - KOHO - K11 Atelier Victoria Dockside | - Artisan Lab - 名珠城 - 瑧樺 - THE FOREST - 亞洲貨櫃物流中心 - K11 Atelier king's road（北角） |

### 其他業務

#### 酒店及府邸[54]
| - K11 ARTUS - 香港瑰麗酒店 | - 香港君悅酒店 - 香港尖沙咀凱悅酒店 | - 香港萬麗海景酒店 - 香港沙田凱悅酒店 |

#### 醫療健康
| - Humansa仁山優社 |

#### 教育
| - 香港高爾夫球及網球學院(HKGTA) |

## 組織架構及附屬公司

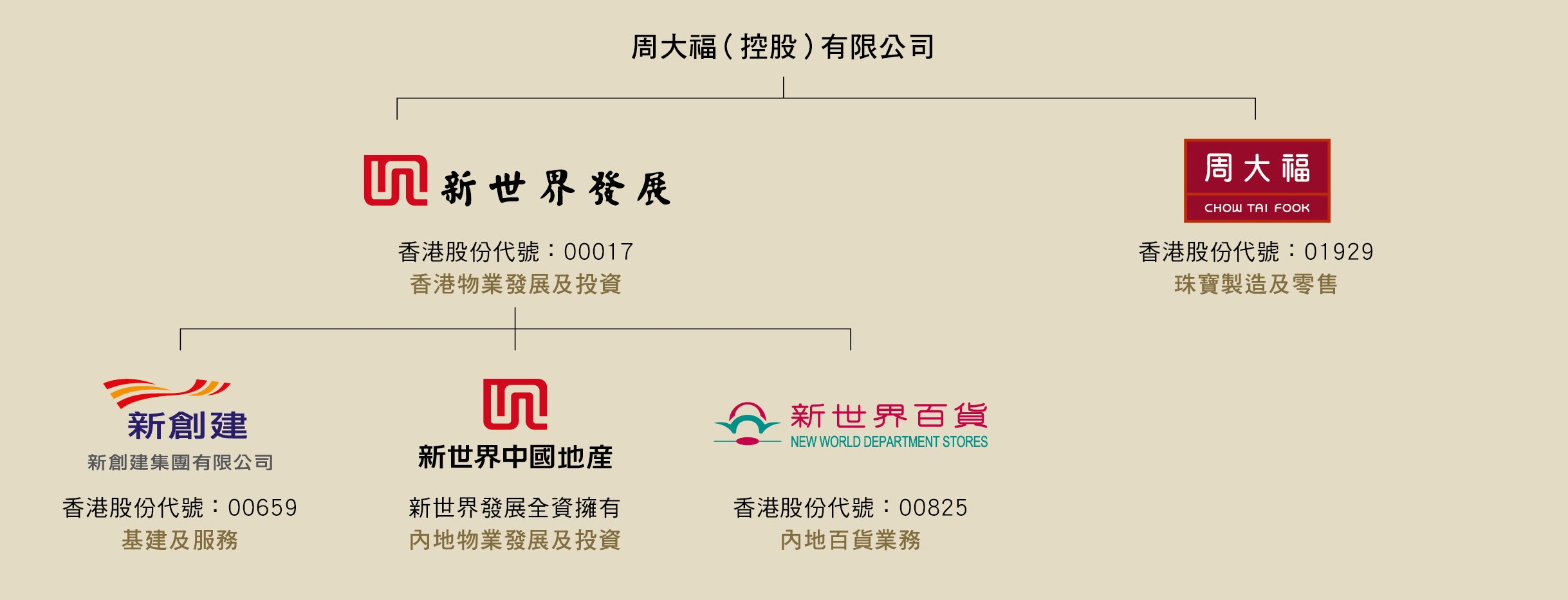
組織架構及附屬公司

新世界發展有限公司與周大福珠寶集團有限公司同屬周大福（控股）有限公司成員，集團旗下兩間上市公司，分別為新創建集團有限公司及新世界百貨中國有限公司，並全資擁有新世界中國地產有限公司。

## 文化理念
The Artisanal Movement是新世界發展所提出的獨特個性品牌，蘊含Imagination（放縱想像）、Bespoke（貼心打造）、Craftsmanship（工匠手藝）、Heritage（傾心歷史）及Contemporary（現代焦點）五大元素。

## 董事會
- 鄭家純（董事會主席兼執行董事）
- 杜惠愷（非執行副主席）
- 黃少媚（行政總裁）
- 馬紹祥先生 GBS, JP （页面存档备份，存于） (執行董事兼首席營運總監)
- 鄭志雯（執行董事）
- 薛南海（執行董事）
- 趙慧嫻（執行董事）
- 鄭家成（非執行董事）
- 鄭志明（非執行董事）
- 鄭志恒（非執行董事）
- 李聯偉（獨立非執行董事）
- 葉毓強（獨立非執行董事）
- 陳贊臣（獨立非執行董事）
- 羅范椒芬（獨立非執行董事）
- 羅詠詩（獨立非執行董事）
- 黃仰芳（獨立非執行董事）

## 土地儲備及組合
新世界發展是香港擁有較多土地儲備的公司之一，截至2023年12月31日，集團土地儲備達800萬平方呎可作即時發展。
另外，截至2024年1月，新世界發展在內地的土地儲備總樓面面積約480萬平方米，當中約六成位於大灣區及長三角地區核心都市圈。

## 會員及獎賞計劃

### New World CLUB
New World CLUB是新世界發展為旗下香港物業的業主及租戶推出的會員計劃。計劃主要為會員提供一系列的體驗The Artisanal Movement活動及優惠禮遇。用戶可於「Artisanal Living 」 流動應用程式，登記One ID及成為 New World CLUB 會員。
目前New World CLUB 分三種會籍：
- CIRCLE會籍
- VIVA會籍
- DIAMOND會籍

| 會籍                | CIRCLE會籍         | VIVA會籍                           | DIAMOND會籍                                                                                                 |
| ------------------- | ------------------ | ---------------------------------- | --- |
| 對象                | 年滿18歲或以上人士 | 新世界香港住宅物業的業主或現有租戶 | 現持有新世界住宅物業總購入價達港幣２千萬元或以上的業主; 或每月租金達港幣6萬元或以上的新世界住宅物業現有租戶 |
| 會籍禮遇            |                    |                                    | |
| 指定單位折扣優惠    | 是                 | 是                                 | 是 |
| 優先參觀精選物業    |                    | 是                                 | 是 |
| 特選商戶全年優惠    | 是                 | 是                                 | 是 |
| 旗下酒店餐飲優惠    |                    | 是                                 | 是 |
| 生日禮遇            |                    | 是                                 | 是 |
| 24x7 全天候禮賓服務 |                    |                                    | 是 |
| 時尚活動尊貴體驗    | 是                 | 是                                 | 是 |
| 泊車優惠            |                    | 是                                 | 是 |
| 電子雜誌            | 是                 | 是                                 | 是 |

### K Dollar
K Dollar 是一種於K11 MUSEA、K11 Art Mall、K11 ARTUS、香港瑰麗酒店及全港1,000多間商戶等使用的付款模式。成為KLUB 11 會員並綁定成為K Dollar 獎賞計劃會員後，顧客可將憑消費賺取的K Dollar，於參與商戶作即時現金消費。
| KLUB 11 會員級別 | 普通會員                     | 金卡會員                       | 黑卡會員                     |
| ---------------- | ---------------------------- | ------------------------------ | ---------------------------- |
| K Dollar 轉換率  | 消費每滿 HK$250 = 1 K Dollar | 消費每滿 HK$250 = 1.5 K Dollar | 消費每滿 HK$250 = 2 K Dollar |

*最低支付金額為10 K Dollar
2023年6月，新世界發展及 Visa 宣布展開為期數年的戰略合作，Visa 成為新世界旗下零售物業的優先支付合作夥伴。透過Visa 的會員獎賞技術，將Visa 卡綁定於K11 HK 手機應用程式，K Dollar 會員在K Dollar 參與商戶消費時，可自動賺取或使用K Dollar 積分。

## 企業可持續發展
新世界集團管理層於2012年1月推出可持續發展政策，將可持續發展原則融入至集團的日常運作。集團對環境可能造成之影響減至最低及改善所在社區的生活質素，亦同時為投資者提供合理回報。集團於2018年參照聯合國可持續發展目標，訂立了「新世界2030可持續發展願景」，致力於環保、健康、智能與關愛四大方面推動可持續發展。
環保方面，新世界發展為香港首家加入世界企業永續發展委員會（WBCSD）的房地產發展商。集團亦已於2021年2月簽署「企業雄心助力1.5°C限溫目標行動」（Business Ambition for 1.5°C），及於2022年6月成為亞洲第三家獲科學基礎減量目標倡議批核其1.5°C科學基礎減量短期目標，並承諾會根據科學基礎減量目標倡議淨零排放標準制定長期減排目標的房地產公司，致力於2050 年前實現符合科學基礎的淨零排放。
健康方面，集團主辦的社區公益活動包括新世界維港泳，新世界國際三項鐵人賽，飛躍新世界。 其中新世界維港泳於2023年11月復辦 （页面存档备份，存于），4,000名泳手從灣仔金紫荊廣場公眾碼頭出發，橫越維港游到尖沙咀星光大道。
關愛方面，新世界發展於2021年12月宣佈成立資助房屋社企《新世界建好生活》，協助較低收入的市民置業，以市價約五折至六折出售，並建議推行「上車易按揭」及為買家提供「漸進式供款」按揭模式，讓買家能以超低首期上車，分階段承造按揭並供款。

## 慈善事務
新世界發展成立多個慈善基金，提供實際的支持，以下為集團旗下的慈善基金。 
| 慈善基金                                           | 成立年分 | 成立目的                                                                                           |
| -------------------------------------------------- | -------- | -------------------------------------------------------------------------------------------------- |
| 新世界集團慈善基金                                 | 2010     | 貫徹企業可持續發展的理念和承擔，支持符合2030願景、由中國香港非政府組織推出的計劃及措施。           |
| K11 Art Foundation (KAF)                           | 2011     | 透過創造推動創作、展示和批判評賞藝術的機會，促進大中華地區當代藝術圈的發展。                       |
| Hong Kong Golf & Tennis Academy Charity Foundation | 2014     | 透過體育及有關運動健康的計劃，為中國香港社區作出貢獻，並為熱愛高爾夫球及網球的年輕運動員提供支援。 |
| Culture for Tomorrow                               | 2017     | 在建築及設計、活化傳統和文化交流三個關連範疇培育人才，讓他們發揮創意，推動創意設計及建築新思維。   |
| K11 Craft & Guild Foundation                       | 2018     | 傳承中國傳統工藝、復興快將失傳的工藝和對社會帶來影響力。                                           |

### Share for Good 愛互送
集團於2022年3月第五波疫情期間，策動全港首個大型捐贈配對平台「Share for Good 愛互送」，聯同創始夥伴仁濟醫院及物流夥伴Lalamove和順豐香港，並與逾120間非牟利機構攜手，透過配對物資及各種創新服務，將捐贈物資送予有需要人士。
2024年3月，「Share for Good 愛互送」聯乘宏利推出首個為香港婦女而設，一站式提供職前培訓、工作配對以及家庭預算管理的「Future Mumpowered」就業提升計劃，並獲14間本地企業全力支持。為婦女提供職場支援，鼓勵全職媽媽安心重返職場，及發掘家庭以外的發展潛能。

## 獎項
| 得獎日期   | 頒授機構                                        | 獎項 |
| ---------- | ----------------------------------------------- | --- |
| 2024年7月  | 機構投資者                                      | 2024機構投資者「亞洲區公司管理團隊排名（亞洲其他地區）」 - 最受尊崇公司（亞洲其他地區） - 最佳公司董事會 - 最佳行政總裁 — 鄭志剛先生 - 最佳首席財務總監 — 劉富强先生 - 最佳投資者關係 - 最佳投資者關係專才 — 莊銘熙先生 - 最佳投資者關係團隊 - 最佳環境、社會及管治 |
| 2024年6月  | 時代雜誌                                        | 2024年度「全球最可持續發展企業」評選 - 全球50大最可持續發展的企業 |
| 2024年4月  | 福布斯中國&彬果諮詢                             | 2024福布斯中國品牌價值系列評選 Humansa 仁山優社 - 年度創新品牌Top20 |
| 2024年3月  | Mythfocus                                       | 亞洲最有價值服務大獎 新世界物業管理有限公司 - Greater China's Most Prominent Property Management Service of The Year |
| 2024年3月  | 香港01                                          | 01企業金勳大獎2023 Humansa 仁山優社 - 傑出醫療健康生活方案品牌 |
| 2024年3月  | AM730                                           | ESG綠色發展及碳中和大獎 - 傑出可持續企業大獎（上市公司 - 地產） |
| 2024年3月  | 香港人力資源管理學會                            | 卓越人力資源獎2023/24 - 管理培訓計畫獎 – 金獎 - 員工福利獎 – 銀獎 - 社區關懷獎 – 銅獎 - 學習及發展獎 – 銅獎 |
| 2024年3月  | 香港社會服務聯會                                | 2023/24年度「商界展關懷」 - 「商界展關懷」標誌 20+ 「商界展關懷」計劃2022/23 - 商界展關懷 15+: 新世界發展有限公司 |
| 2024年2月  | 香港工程師學會結構分部                          | 卓越結構大獎2024 11 SKIES - 卓越結構大獎（組別：香港非住宅項目） 83 永康街 - 卓越結構嘉許獎（組別：香港非住宅項目） |
| 2024年2月  | 香港綠色建築議會                                | 香港綠建商鋪聯盟大獎2023 The Forest - 年度最綠模範商場 – 最終入圍 |
| 2024年1月  | 環境保護署                                      | 工商業廢物源頭分類獎勵計劃 2022/23 青年廣場及新世界設施管理有限公司 - 優異獎 |
| 2024年1月  | 環境保護署                                      | 家居廢物源頭分類獎勵計劃2022/23 瑧尚 - 優異獎 |
| 2023年12月 | 民政及青年事務局與義務工作發展局                | 香港義工獎 企業獎（義工時數）銅獎 |
| 2023年11月 | CTgoodjobs                                      | CTgoodjobs Best HR Awards 2023 - 最佳畢業生及管理培訓生招聘大獎 – 傑出大獎 - 最佳人才管理策略大獎 – 傑出大獎 - 最佳企業社會責任大獎 – 金獎 - 最佳企業福祉計畫大獎 – 金獎                                                                                            |
| 2023年11月 | 彭博商業周刊中文版                              | ESG 領先企業奬 2023 - ESG 領先企業 - 企業組別一︰市值超過200億港元 |
| 2023年11月 | 香港管理專業協會                                | 香港可持續發展大獎 2023（大型機構組別） - 典範奬 - 特別獎 - 優秀可持續發展措施獎（經濟） - 特別獎 - 優秀可持續發展措施獎（社會） |
| 2023年11月 | 創新香港 Innovating Hong Kong                   | 最受國際人才歡迎企業獎 |
| 2023年9月  | 「優質中國房地產企業 ‧ 優質物業管理」大獎籌委會 | 「優質中國房地產企業‧優質物業管理」ESG大獎2023 - 優質中國房地產企業 |
| 2023年9月  | 東周刊                                          | 香港經典品牌2023 - 殿堂級品牌 |
| 2023年9月  | 強制性公積金計劃管理局                          | 2022-23年度積金好僱主 - 積金好僱主5年+ 電子供款獎及積金推廣獎 |
| 2023年9月  | 歐洲貨幣 Euromoney                              | 2023年度全球房地產組別大奬 - 香港最佳寫字樓發展商 |
| 2023年7月  | 機構投資者                                      | 2023機構投資者「亞洲區公司管理團隊排名（亞洲其他地區）」- 地產板塊 - 最受尊崇公司 - 最佳環境、社會及管治 - 最佳投資者關係計劃 - 最佳投資者關係團隊 |
| 2023年7月  | 香港特別行政區政府政府資訊科技總監辦公室        | 2023香港資訊及通訊科技獎 River Chain - 金融科技（科技應用方案）金獎 |
| 2023年6月  | 香港投資者關係協會                              | 第九屆香港投資者關係大獎 - 最佳 ESG（環境） - 最佳投資者關係（財務總監） - 最佳投資者團隊 - 最佳投資者關係公司 |
| 2023年6月  | 亞洲企業管治                                    | 第十三屆亞洲企業卓越大獎2023 - 最佳環境責任 - 亞洲最佳企業社會責任 - 香港最佳環保責任 - 香港最佳投資者關係公司 - 香港最佳投資者關係專業人員 |
| 2023年6月  | 香港經濟日報                                    | 香港經濟日報企業大獎 2023 - 傑出人才培訓及發展 |
| 2023年6月  | 灼見名家                                        | 灼見名家《第五屆財經峰會暨ESG大獎頒獎典禮》 - ESG企業典範大獎 |
| 2023年3月  | 香港01                                          | 香港01企業金勳大獎2022 - 金勳大獎 |
| 2023年2月  | 財資雜誌 The Asset                              | 2022 財資可持續金融AAA國家大獎 - 可持續金融最佳發行人 - 最佳社會責任債券/綠色債券 財資ESG企業大獎2022 - 翡翠獎 - 最佳可持續發展團隊 - 最佳投資者關係團隊 - 最佳環境責任項目獎: 「創造共享價值租賃」計劃                                                             |
| 2023年2月  | 亞洲金融                                        | 2022年度亞洲金融成就獎 - 最佳ESG交易（新世界發展涉資達7億美元的社會責任及綠色雙重債券） |
| 2023年2月  | 資本壹週                                        | 傑出上市企業大獎2022 |

## 外部連結
- 新世界發展官方網站 （页面存档备份，存于）
- 新世界發展近年樓盤 （页面存档备份，存于）